# Регина (фильм, 1990)
«Регина» — советский фильм 1990 года, снятый на киностудии «Таллинфильм» режиссёром Кальё Кийском по роману Эме Беэкман «Возможность выбора».

## Сюжет
Регина — красивая, образованная, но все ещё незамужняя женщина лет 30-ти. Её бросает парень, решивший жениться на молодой беременной девушке. В это время Регина наследует от своей тёти дом в небольшом городке, она решает изменить жизнь, переезжает из столицы в городок и начинает работать учителем. Соседка Герта предлагает ей в качестве помощника по саду и ремонту Анцу, человека с золотыми руками, который также приходил на помощь тёте Регины. Регина же хочет создать семью, во что бы то ни стало. Не имея на примете никого из своих старых и новых знакомых, она делает предложение Анцу. Он соглашается, и они становятся парой. Мужчина любит выпить, и подруга Регины Мари предупреждает её, что дети могут родиться с нарушениями здоровья. Однако у Регины есть свой план — она прагматично планирует родить детей от случайных отношений со здоровыми мужчинами. Мари же по её плану должна проверить медицинские записи кандидатов в отцы. У Регины рождаются трое прекрасных детей, счастливаи она, и Анц, и тёща. Но совесть мучает Регину всё больше и больше, и в конце концов она вступает в драку с Мари, которая в отместку угрожает раскрыть дело Регины всем участникам.

## В ролях
- Юлле Кальюсте — Регина
- Тыну Карк — Антс
- Эрика Кальюсаар — Мари
- Ита Эвер — Герта
- Эвальд Хермакюла — Карл
- Лембит Ульфсак — Тийт
- Мадис Кальмет — Виктор
- Виллем Индриксон — Мартинсон
- Маргус Каппель — Хальдор
- Рейн Арен — отец Антса
- Хиля Варем-Вээ — мать Антса
- Вийре Вальдма — Лийви
- Паул Лаасик — Эльмар
- Энн Краам — Карла
- Райво Тамм — Оскар
- Хейно Торга — директор школы
- Мерле Тальвик — учительница